# Louis Reuß

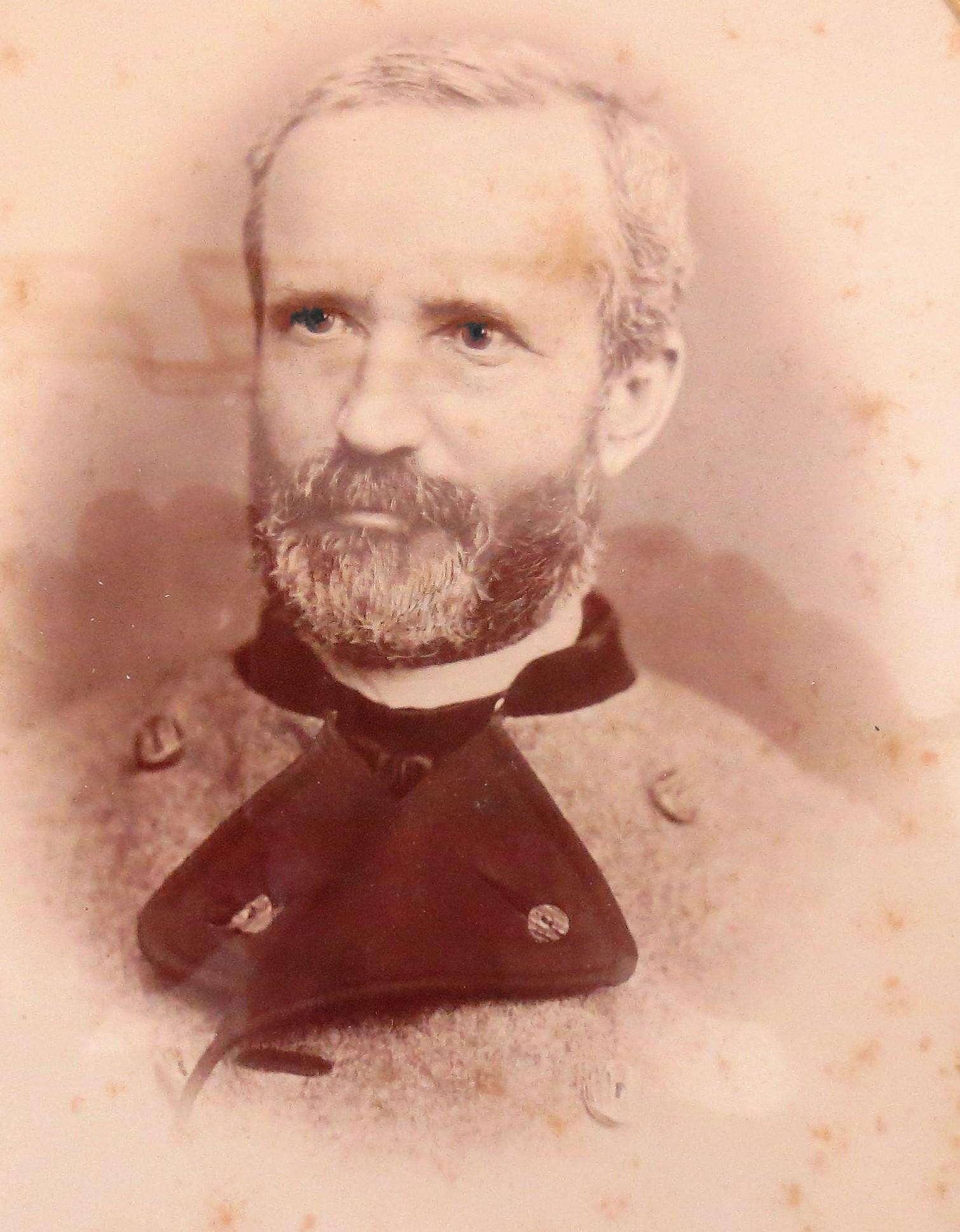
Oberforstrat Louis Reuß

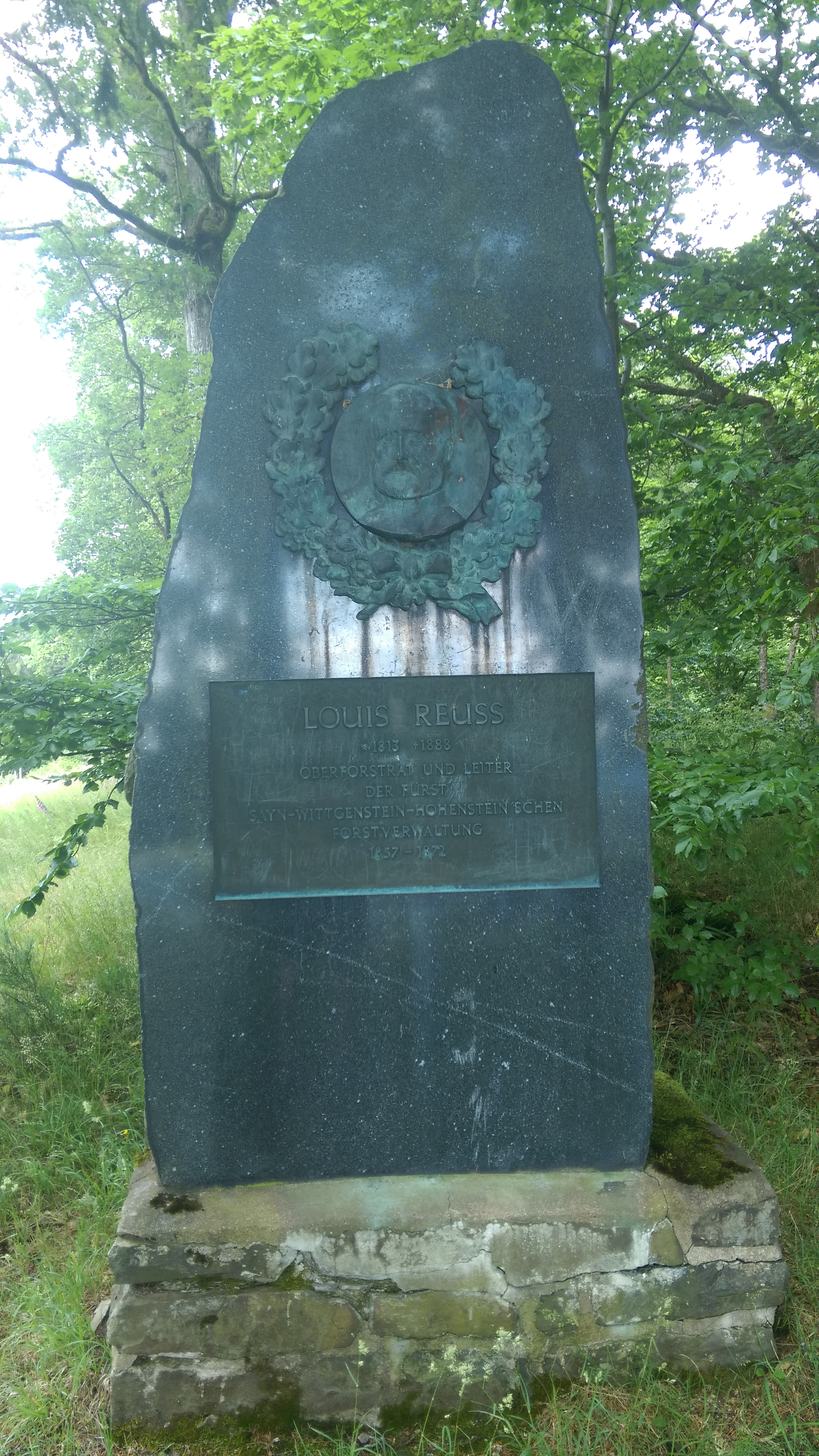
Denkmal für Reuß in Bad Laasphe

Louis Reuß (* 10. Oktober 1812 im Forsthaus Wilhelmshof; † 30. März 1888 in Dobříš, Böhmen) war ein deutscher Forstbeamter. Er setzte sich für eine Wiederaufforstung der Wittgensteiner Wälder ein und forcierte dort den großflächigen Anbau der Fichte.

## Leben

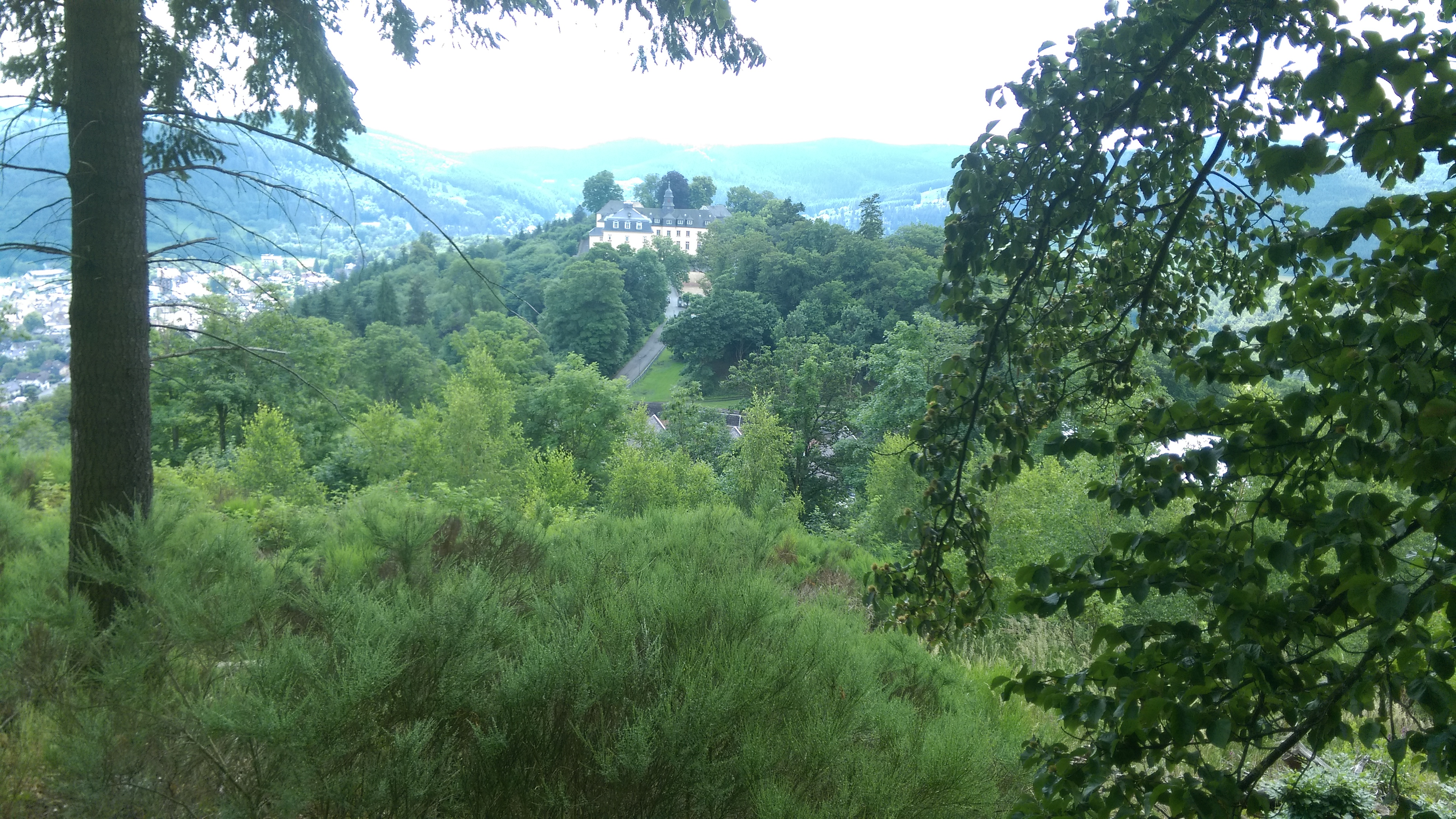
Blick zum Schloss Wittgenstein am Denkmal Louis Reuß

Louis Reuß stammt aus einer anhaltischen Forstbeamtenfamilie. Sein Vater Friedrich Reuß (1781–1853) war Förster mit Dienstsitz im Forsthaus Wilhelmshof bei Harzgerode. Louis Reuß besuchte zunächst die Rektoratsschule in Harzgerode und wechselte dann auf das Gymnasium im 60 Kilometer entfernten Bernburg. Statt einer akademischen Ausbildung begann er eine Forstlehre bei Oberförster Brocke in Harzgerode.
Im Jahre 1837 trat er zunächst für zwei Jahre in Dienste der fürstlichen Familie Sayn-Wittgenstein-Hohenstein und nahm eine Stelle als Hofjäger an; wenig später wurde er Kabinettssekretär des Fürsten Alexander. Im Jahre 1839 kehrte Reuß in seine Heimat zurück und trat in anhaltischen Dienst, wo sich ihm eine vielversprechende Forstlaufbahn eröffnete. Unter Anleitung seines Vorgesetzten, Oberforstrat König wurde er mit verschiedenen Aufgaben innerhalb der anhalt-bernburgischen Forstreform beauftragt. Daneben strebte er durch Selbststudium und Besuch des Forst-Lehr-Instituts König eine Verwendung im höheren Forstdienst an. Seine Qualifikation brachte ihm 1848 eine Versetzung in das herzogliche Regierungskollegium zu Bernburg ein. 1853 wurde er zum Regierungs- und Forstrat ernannt, dem man die gesamte technische Leitung der dortigen Forsten anvertraute.
Louis Reuß heiratete am 26. November 1842 in Harzgerode Karoline Brocke (1815–1892), die Tochter seines einstigen Lehrherrn. Aus der Ehe gingen sechs Kinder hervor, u. a. der spätere Leiter der Anhaltischen Forstverwaltung, Carl Reuß, der Direktor der Höheren Forstschule in Mährisch Weißkirchen, Hermann Reuß sowie die Schriftstellerin Elly Allesch geb. Reuß. Trotz der zunächst kurzen Anstellung in Wittgenstein bestand weiterer Kontakt zu Alexander Fürst zu Sayn-Wittgenstein-Hohenstein, mit dem ihn eine persönliche Freundschaft verband. Auf dessen Drängen nahm Reuß seinen Abschied in Anhalt-Bernburg und er zog mit seiner Familie nach Wittgenstein. Zum 1. Januar 1857 wurde Louis Reuß als Oberforstrat und Leiter der Rentkammer Wittgenstein eingestellt. Diese Neubesetzung der Rentkammer führte zu einem erheblichen Umbruch in der Wittgensteiner Forstverwaltung. Louis Reuß beabsichtigte, in den nächsten Jahren die ertragsarmen, aber auch durch Witterungseinfluss und Raubbau heruntergekommenen Laubholzbestände und ausgedehnten Blößen des Wittgensteiner Waldes wieder aufzuforsten. Hier setzte er maßgeblich auf eine Veränderung des Baumbestandes und führte großflächig die Anpflanzung der relativ schnell wachsenden Fichte ein. Diese tiefgreifende Veränderung der Wittgensteiner Forstwirtschaft war nicht unumstritten, sie brachte dem neuen Leiter der Rentkammer viele Feindschaften ein. An der Spitze seiner Gegner im Forstfach stand sein Amtsvorgänger, der ehemalige Forstdirektor Ludwig Jäger (1800–1884), der Reuß in wissenschaftlichen Fachzeitschriften heftig attackierte. Aber auch die Wittgensteiner Bevölkerung sah in der Umwandlung des Laubholzbestandes in Fichtenwälder einen direkten Angriff auf ihre alten Forstservitute, z. B. die Hude- und Streulaubrechte, die nunmehr eingeschränkt und allmählich abgelöst wurden. Hierin befürchteten die Einwohner eine Bedrohung ihrer eigenen wirtschaftlichen Existenz. Die zahlreichen Anfeindungen seines leitenden Forstbeamten, aber auch die wirtschaftlichen Anstrengungen in einer Zeit, in der mit einem Ertrag des neu eingeführten Baumes noch nicht zu rechnen war, führte zu einer Abkühlung des persönlichen Verhältnisses von Fürst Alexander zu Louis Reuß. Reuß versuchte, dem entgegenzuwirken, und verfasste ab 1868 einen umfassenden Bericht über den Zustand des ihm anvertrauten Waldes: „Die Fürstlich Sayn-Wittgenstein-Hohensteinischen Forste - Ihre Vergangenheit, ihre Gegenwart und Zukunft“. Er weist darin über einen Zeitraum von 100 Jahren (1759–1859) am Beispiel des Erndtebrücker Forstes nach, dass dort die Buchenwaldwirtschaft gescheitert sei und nur durch einen alternativen Nadelholzanbau, vornehmlich der Fichte, unermesslicher Schaden für die kommenden Generationen abgewendet werden könne. Offenbar fand dieser umfangreiche Bericht, mit dem Reuß nicht zuletzt seinen Dienstherrn zu überzeugen suchte, nicht die gewünschte Anerkennung.

Nach insgesamt 15 Jahren suchte der Leiter der Rentkammer Wittgenstein eine neue Herausforderung und bat um seine Entlassung. Reuß folgte am 1. April 1872 einem Ruf des Fürsten Colloredo-Mansfeld und zog mit seiner Familie in die Kleinstadt Dobříš (Dobrisch) in Böhmen, wo er die Leitung von drei großen Waldbesitzungen übernahm.
 Dort ist er am 30. März 1888 im Alter von 75 Jahren gestorben. „Über mein Wirken in den Fürstlichen Forsten selbst mögen die nachfolgenden Geschlechter ihr Urteil fällen“, so hat sich Reuß mit Überzeugung gegen seine Gegner gestellt.
Bald zeigten sich die Erfolge des Waldumbaus in Wittgenstein und gerade die fürstliche Familie, die seinem Wirken längere Zeit skeptisch gegenübergestanden hatte, erkannte, welch wirtschaftlicher Gewinn auch mit der Fichte möglich ist.
Am 12. Juli 1910 ehrte Fürst Ludwig zu Sayn-Wittgenstein-Hohenstein, der Sohn von Fürst Alexander, den ehemaligen Leiter der Rentkammer mit der Einweihung eines mächtigen Denkmals auf der „Alten Burg“, direkt gegenüber dem Schloss Wittgenstein. An den Feierlichkeiten nahmen als Ehrengäste Mitglieder der Familie Reuß teil, die extra zu diesem Anlass nach Laasphe reisten.  Das Familiengrab von Louis Reuß ist auf dem Evangelischen Friedhof von Stará Huť erhalten.